# Khalq Maslachati
De Khalq Maslachati (Nederlands: Volksraad) is het hogerhuis van het parlement van Turkmenistan. De Volksraad bestaat uit 56 leden waarvan er 48 worden gekozen door de vijf provincies van Turkmenistan en de hoofdstad Asjchabad en de overige acht leden worden benoemd door de president van de republiek.
De Khalq Maslachati werd in 1992 voor het eerst opgericht en gold volgens artikel 45 van de grondwet als de hoogste representatieve autoriteit van het land. Het werd hoger aangeslagen dan het parlement, de Mejlis. De president van het land was automatisch voorzitter van de Khalq Maslachati. In 2008 werd de Khalq Maslachati echter afgeschaft. In zijn oorspronkelijk vorm telde de Khalq Maslachati 2507 leden, waarvan een deel werd gekozen. Hoge staatsfunctionarissen, ministers en rechters maakten deel uit van de Volksraad. Bij de verkiezingen van 2003 behoorden alle kandidaten tot de Democratische Partij van Turkmenistan, de voortzetting van de communistische partij. 
Bij de afschaffing van de Khalq Maslachati in 2008 werd door president Gurbanguly Berdimuhamedow een Raad van Oudsten opgericht ter vervanging. In 2017 werd de grondwet aangepast waardoor er opnieuw een Khalq Maslachati werd ingesteld. De Raad van Oudsten verdween weer, maar de leden werden automatisch lid van de nieuwe Khalq Maslachati. In 2020 werd de Khalq Maslachati het hogerhuis van het nieuwe tweekamerparlement, de Nationale Raad van Turkmenistan. Het aantal leden werd vastgesteld op 56. Bij de verkiezingen voor de Volksraad op 28 maart 2021 werden 45 partijloze kandidaten en drie leden van de Democratische Partij gekozen. President Berdimuhamedow benoemde daarnaast persoonlijk nog eens acht leden. De president is teven de voorzitter van de Volksraad. Na zijn aftreden als president in maart 2022 bleef Berdimuhamedow voorzitter van de Volksraad.

## Voorzitters
| Afbeelding | Naam                      | Termijn               | Partij     |
| ---------- | ------------------------- | --------------------- | ---------- |
|            | Gurbanguly Berdimuhamedow | 14 april 2021 - heden | Partijloos |

## Zetelverdeling
| Samenstelling Khalq Maslachati |                                          |   |        |
| Politieke partij               | Politieke partij                         | % | Zetels |
|                                | Democratische Partij van Turkmenistan    |   | 3 / 56 |
|                                | Partijloos                               |   | 1 / 56 |
|                                | Benoemd (op voordracht van de president) |   | 8 / 56 |